# С. А. Р. С. (албум)
С. А. Р. С. је први студијски албум бенда С. А. Р. С.. Албум је снимљен и миксован у Студију 5 ПГП РТС и Студију (РЛЗ) (Ресничкој лабораторији звука). Најпознатије нумере са албума, а уједно и синглови, су: Буђав лебац, Ракија, Ратујемо ти и ја и Дебели лад. Албум могуће бесплатно преузети на сајту бенда.
Песма „Буђав лебац“ је добила ремикс и на енглеском језику.